# Médaille de la jeunesse, des sports et de l'engagement associatif
La médaille de la jeunesse, des sports et de l'engagement associatif est une décoration civile française, instaurée par le décret no 69-942 du 14 octobre 1969 puis modifié par le décret no 2013-1191 du 18 décembre 2013. La médaille est destinée à honorer les personnes qui se sont distinguées au service des associations et du bénévolat et, en particulier, en raison de l'histoire de cette médaille, de l'éducation physique, des sports, des mouvements de jeunesse, des activités socio-éducatives, des centres de vacances et de loisirs, des œuvres de plein air ou de toutes activités s'y rattachant.

## Historique
Après les Jeux olympiques de 1896 initiés par Pierre de Coubertin, le sport occupe une place de plus en plus importante en France. Gaston Roux, alors attaché de cabinet d'Henry Paté, sous-secrétaire d'État chargé de l'éducation physique, propose la création d'une médaille destinée à distinguer les personnes dédiées à la cause sportive. Le président Gaston Doumergue officialise la création de la médaille d'honneur de l'éducation physique, par décret du 4 mai 1929. 
Après la Seconde Guerre mondiale, la distinction est renommée médaille d'honneur de l'éducation physique et des sports puis médaille de l'éducation physique et des sports par décret du 27 novembre 1946.
Le 3 décembre 1956, les démarches d'Henri Schumacher, premier président de l'Association nationale des médaillés de l'éducation physique et des sports (ANMEPS), fondée cinq ans plus tôt en 1951, aboutissent à la création de l'ordre du Mérite sportif (trois grades) et l'institution d'une médaille d'honneur de la jeunesse et des sports (un seul grade).
Lors de la constitution de l’ordre, les titulaires de la médaille de l’éducation physique et des sports sont reclassés de la manière suivante : les titulaires de l'échelon bronze deviennent titulaires de la médaille d’honneur de la jeunesse et des sports ; les titulaires de l'échelon argent deviennent chevaliers du mérite sportif ; les titulaires de l'échelon or deviennent officiers du mérite sportif.
Le décret du 3 décembre 1963, qui porte la création de l'ordre national du Mérite, supprime l'ordre du Mérite sportif et seize autres ordres nationaux.
Par décret no 69-942 du 14 octobre 1969, la médaille d'honneur de la jeunesse et des sports est remplacée par la médaille de la jeunesse et des sports, qui comprend de nouveau trois échelons : la médaille de bronze conserve le même ruban (bleu nattier et bleu marine), celles d'argent et d'or reprennent les rubans des insignes de chevalier et d'officier du Mérite sportif (bleu nattier et jaune, avec rosette pour la médaille d'or).
En 2013, la médaille prend le nom de médaille de la jeunesse, des sports et de l'engagement associatif. Elle récompense depuis toute activité associative (culture, arts, solidarité, etc.) sans que celle-ci soit particulièrement ou forcément liée au sport ou à la jeunesse.

## Nomination et promotion

### Conditions d'attribution
Lors de la création en 1969, la médaille de la jeunesse et des sports est décernée aux personnes justifiant des conditions d'ancienneté suivantes : 8 ans de service pour obtenir la médaille de bronze, 12 ans de service pour la médaille d'argent et 20 ans de service pour la médaille d'or.
Le décret no 2013-1191 du 18 décembre 2013 élargit le bénéfice de la médaille au domaine de l'engagement bénévole et renomme la distinction en tant que médaille de la jeunesse, des sports et de l'engagement associatif. Les personnes doivent s'être distinguées d'une manière particulièrement honorable au service de l'éducation physique, des sports, des mouvements de jeunesse, des activités socio-éducatives, des centres de vacances et de loisirs, des œuvres de plein air, des associations ou de toutes activités s'y rattachant. Les conditions d'ancienneté pour l'attribution des différents échelons sont réduites : 6 ans de service pour l'échelon de bronze ; 10 ans de service et titulaire de l'échelon de bronze depuis 4 ans pour l'échelon d'argent ; 15 ans de service et titulaire de l'échelon d'argent depuis 5 ans pour l'échelon d'or. Chaque titulaire de la médaille reçoit un diplôme permettant d'attester la promotion.
La médaille de la jeunesse, des sports et de l'engagement associatif peut aussi être décernée, à titre exceptionnel et sans condition d'ancienneté, en raison de services exceptionnels rendus. Elle peut aussi être décernée à des Français vivant à l'étranger et à des ressortissants étrangers,.
Depuis le décret du 22 avril 1988, une lettre de félicitations est destinée à récompenser les bénévoles qui n'ont pas l'ancienneté nécessaire pour prétendre à l'échelon de bronze.
La décision d'attribution de la lettre de félicitations et de la médaille à l'échelon de bronze est prise par le préfet de département. Pour les échelons d'argent et d'or, la décision revient au ministre de la Jeunesse et des Sports, après consultation du comité national de la médaille de la jeunesse et des sports, auquel participe le président de la Fédération française des médaillés de la jeunesse, des sports et de l'engagement associatif (FFMJSEA) en tant que membre de droit.

### Contingent
La médaille de la jeunesse et des sports est attribuée chaque année à l'occasion des promotions du 1er janvier et du 14 juillet. Le contingent annuel global et la répartition par département sont fixés par arrêté du ministre de la Jeunesse et des Sports.
Le contingent annuel de médailles passe de 6 000 en 1970 à 8 000 en 2000, soit 5 300 de bronze, 2 000 d'argent et 700 d'or.

### Retrait de la médaille
La médaille se perd de plein droit par déchéance de la nationalité française et pour toute condamnation à une peine afflictive et infamante. Le retrait de la médaille peut être prononcé par décision ministérielle, si le titulaire fait l'objet d'une condamnation à une peine correctionnelle d'emprisonnement sans sursis égale ou supérieure à deux mois.

## Insignes
Avec un diamètre de 27 mm, la médaille présente de face une allégorie de la République de profil, avec en exergue les mots « JEUNESSE, SPORTS ET ENGAGEMENT ASSOCIATIF » ; au revers, un cartouche portant l'inscription « RÉPUBLIQUE FRANÇAISE » surmonté des mots « PAX ET LABOR » se détachant sur un soleil levant. L'insigne est suspendu à un ruban moiré d'une largeur totale de 35 mm, par une attache prenant la forme d'une tête de lion. Pour l'échelon de bronze, le ruban est de couleur bleu nattier, coupé verticalement par une raie bleu marine de 4 mm, à 2 mm de chaque bord. Il est de couleur bleu nattier et bordé d'un liséré jaune d'or de 3 mm pour l'échelon d'argent. L'insigne de la médaille d'or est suspendu à un ruban avec rosette, aux mêmes couleurs que la médaille d'argent. Le ruban peut être portée en barrette ou agrafe boutonnière sans l'insigne.
|          | Bronze | Argent | Or |
| -------- | ------ | ------ | -- |
| Insigne  |        |        |    |
| Barrette |        |        |    |

La France dispose d'une hiérarchie d'ordres et autres décorations qui lui permet de différencier ses marques de reconnaissance à l'égard de ses citoyens. Dans l'ordre protocolaire des décorations françaises, la médaille de la jeunesse, des sports et de l'engagement associatif occupe une place équivalente aux autres médailles d'honneur ministérielles (médaille d'honneur du travail, médaille de la famille, médaille d'honneur régionale, départementale et communale), au-dessus à titre égal de la médaille commémorative des opérations de sécurité et de maintien de l'ordre, de la médaille d'Afrique du Nord (remplacée en 2002 par la médaille de reconnaissance de la Nation) et au-dessous de la médaille des réservistes volontaires de défense et de sécurité intérieure.

## Association des titulaires de la médaille
| 1951 – 1963 | Henri Schumacher |
| 1963 – 1968 | Roger Ménard     |
| 1968 – 1969 | Raymond Sergeant |
| 1969 – 1975 | André Philippe   |
| 1975 – 1985 | Jacques Poupet   |
| 1986 – 1992 | Serge Agneaux    |
| 1992 – 1997 | Robert Texier    |
| 1997 – 2009 | Jean Gallioz     |
| 2009 – 2013 | Michel Chaigne   |
| 2013 - 2022 | Gérard Durozoy   |
| Depuis 2022 | André Torbiero   |

En 1932, l'Association des médaillés de l'éducation physique est constituée sous l'impulsion de René Legrain-Eiffel. Au début de l'année 1951, Gaston Roux envisage la remise en activité de l'association, après plusieurs années de mise en sommeil liée à la Seconde Guerre mondiale. L'Association nationale des médaillés de l'éducation physique et des sports (ANMEPS) est officiellement déclarée à la Préfecture de Police de Paris le 17 avril 1951, sous le numéro d'identification 16-270. L'association est alors divisée en sections départementales. L'ANMEPS est placée sous le haut-patronage du président de la République française en 1954, puis reconnue d'utilité publique par décret du ministère de l'Intérieur du 9 juillet 1958.
Par décret du 9 novembre 1959, l'association est renommée Association Nationale des membres du Mérite sportif et des médaillés de la jeunesse et des sports, après la création de l'ordre du Mérite sportif.
En 1963, l'ANMEPS approuve la création d'un Comité national de gestion de la maison de repos et de retraite du sportif. Celui-ci supervise l'achat du château de Boisseron[Lequel ?] en 1965, avec le soutien financier du secrétariat d'État chargée de la Jeunesse et des Sports. À partir du 8 septembre 1968, le château accueille une maison de repos destinée à accueillir les sportifs à la retraite ou en convalescence. La gestion du château est confiée par la suite à la Mutuelle des Sports, puis à l'association Relais Soleil en 1986, avant la revente du château en 2003-2004.
En 1969, le décret qui institue la médaille de la jeunesse et des sports entérine également la création du Comité de la
médaille, auquel siège le président de l'ANMEPS. Le 10 juillet 1991, l'ANMEPS est successivement renommée la Fédération nationale des médaillés de la jeunesse et des sports (FNMJS) le 10 juillet 1991, puis Fédération française des médaillés de la jeunesse et des sports (FFMJS) le 20 juillet 1998, et enfin Fédération française des médaillés de la jeunesse, des sports et de l'engagement associatif (FFMJSEA) en 2013.
Les objectifs de la FFMJSEA sont de regrouper les médaillés dans une même structure et d'entretenir des liens d'amitié entre les titulaires et intervenir auprès des pouvoirs publics pour soutenir tout projet en faveur du bénévolat, de la jeunesse et des sports.

Identité visuelle (logo)
ANMEPS (1959-1991)
FNMJS (1991-1997)
FFMJS (1997-2010)
FFMJS (2010-2013)
FFMJSEA (depuis 2013)